# بیمارستان سنت پائول
بیمارستان صلیب مقدس و سنت پائول (به کاتالان: Hospital de la Santa Creu i Sant Pau) بنایی واقع در بارسلون کاتالونیا است. این بیمارستان طراحی معمار نوگرا، لوییز دومانچه ای مونتانر بوده و بین سال‌های ۱۹۰۱ تا ۱۹۳۰ ساخته شده است و در فهرست میراث جهانی یونسکو قرار دارد. تا پیش از سال ۲۰۰۹ میلادی این محل به عنوان یک بیمارستان تمام وقت مورد استفاده قرار می‌گرفت و در حال حاضر جهت استفاده به عنوان یک مرکز فرهنگی و موزه بازسازی شده است.